# Because of Love
A Because of Love Janet Jackson amerikai pop- és R&B-énekesnő negyedik kislemeze ötödik, janet. című albumáról.

## Fogadtatása
A Because of Love volt Jackson első szólókislemeze a The Pleasure Principle óta, ami nem került a top 5-be a Billboard Hot 100-on, de a 10. helyig feljutott, a Hot 100 Airplay slágerlistán pedig a hatodik lett. Más országokban mérsékelt sikere volt, többnyire a top 30-ba került.

## Videóklip és remixek
A Because of Love videóklipjét Walter Kerner és Mindy Lipshultz rendezték, és a janet. turnén felvett jelenetekből áll össze; a következő helyeken forgatták: Hartford, Connecticut, London, Lipcse, New York, Párizs és Sydney.

### Hivatalos remixek, változatok listája
- D&D Extended Mix (5:08)
- D&D Bentley Radio Mix (3:59)
- D&D Slow Version (4:31)
- Frankie & David 7" (3:33)
- Frankie & David Classic Edit (4:12)
- Frankie & David Classic 12" (7:48)
- Frankie & David Dub (8:02)
- Frankie & David Trick Mix (6:42)
- Frankie & David Treat Mix (6:41)
- Frankie & David Club Mix (6:48)
- Muggs 7" with Bass Intro (3:31)
- Muggs Full Hip-Hop Mix (4:03)

## Változatok[1]
| 7" kislemez, kazetta (USA) 1. Because of Love 2. Funky Big Band 7" kislemez, kazetta (Egyesült Királyság) CD kislemez (Hollandia) Mini CD (Japán) 1. Because of Love 2. Because of Love (Frankie & David 7") 12" maxi kislemez (USA) 1. Because of Love (Frankie & David Classic 12") 2. Because of Love (D&D Dub) 3. Because of Love (Frankie & David Treat Mix) 4. Because of Love (Frankie & David Trick Mix) 5. Because of Love (D&D Extended Mix) 12" maxi kislemez (Egyesült Királyság) 1. Because of Love (Frankie & David Classic 12") 2. Because of Love (D&D Extended Mix) 3. Because of Love (Mugg’s 7" w/ Bass Intro) 4. Because of Love (Frankie & David Treat Mix) 5. Because of Love (Frankie & David Trick Mix) CD maxi kislemez (Hollandia) 1. Because of Love 2. Because of Love (D&D Classic 12") 3. Because of Love (D&D Extended Mix) | CD maxi kislemez (Egyesült Királyság, Japán) 1. Because of Love 2. Because of Love (Frankie & David 7") 3. Because of Love (Frankie & David Classic 12") 4. Because of Love (Frankie & David Treat Mix) 5. Because of Love (D&D Bentley Radio Mix) 6. Because of Love (Mugg’s 7" w/ Bass Intro) 7. Because of Love (D&D Slow Version) CD maxi kislemez (USA) 1. Because of Love 2. Because of Love (Frankie & David 7") 3. Because of Love (D&D Bentley Radio Mix) 4. Because of Love (Mugg’s 7" w/ Bass Intro) 5. Because of Love (D&D Slow Version) 6. Because of Love (Frankie & David Dub) CD maxi kislemez (USA) 1. Because of Love 2. Because of Love (Frankie & David Classic 12") 3. Because of Love (D&D Extended Mix) 4. Because of Love (Mugg’s 7" w/ Bass Intro) 5. Because of Love (Frankie & David Dub) 6. Because of Love (D&D Slow Version) |

## Helyezések
| Slágerlista (1994)                              | Legmagasabb helyezés |
| ----------------------------------------------- | -------------------- |
| USA Billboard Hot 100                           | 10                   |
| USA Billboard Hot 100 Airplay                   | 6                    |
| USA Billboard Hot R&B/Hip-Hop Singles & Tracks  | 9                    |
| USA Billboard Adult Contemporary                | 32                   |
| USA Billboard Hot Dance Club Play               | 4                    |
| USA Billboard Hot Dance Music/Maxi Single Sales | 4                    |
| USA ARC Weekly Top 40                           | 1                    |
| Ausztrál ARIA Top 50                            | 25                   |
| Belga kislemezlista                             | 29                   |
| Brit kislemezlista                              | 19                   |
| Dél-afrikai kislemezlista                       | 22                   |
| Holland kislemezlista                           | 39                   |
| Kanadai kislemezlista                           | 2                    |
| Német kislemezlista                             | 72                   |